# Гент (Минесота)
Гент (енгл. Ghent) град је у америчкој савезној држави Минесота.

## Демографија
По попису из 2010. године број становника је 370, што је 55 (17,5%) становника више него 2000. године.
| Група             | 2000.       | 2010.       |
| Белци             | 305 (96,8%) | 361 (97,6%) |
| Афроамериканци    | 0 (0,0%)    | 5 (1,4%)    |
| Азијати           | 1 (0,3%)    | 1 (0,3%)    |
| Хиспаноамериканци | 2 (0,6%)    | 0 (0,0%)    |
| Укупно            | 315         | 370         |